# یولا پال
یولا پال (۷ ژوئن ۱۸۸۱ – ۶ سپتامبر ۱۹۴۶) یک ریاضی‌دان مجاری-دانمارکی برجسته بود. او به خاطر کارهایش در زمینه منحنی‌ها در فضای دو بعدی و سه بعدی و همچنین در مسئله کاکیا معروف است. او ثابت کرد که هر پیوسته متصل محلی در صفحه که حداقل دو نقطه دارد، تصویر عمودی یک منحنی بسته در فضای اقلیدسی سه‌بعدی است.
او با نام اصلی یولا پرل به دنیا آمد، اما در سال ۱۹۰۹ نام خانوادگی خود را به پال تغییر داد. پس از فرار از هرج و مرج پس از جنگ جهانی اول در مجارستان، در سال ۱۹۱۹ به دانمارک نقل مکان کرد، این کار احتمالاً به دعوت هارالد بور بوده است. او در دانمارک بقیه عمر خود را سپری کرد و نام خود را به جولیوس پال تغییر داد.